# Presbyterian Church Parsonage
 (novembre 2019).
Le Presbyterian Church Parsonage est un presbytère américain situé à Flagstaff, dans le comté de Coconino, en Arizona. Il est inscrit au Registre national des lieux historiques depuis le 30 avril 1986.